# Тониране на фотоснимки
Тонирането на фотоснимки е процес, с който може да се промени цветът на проявеното сребърно изображение върху фотохартията. Прилага се при черно-бялата фотография за придаване друг цвят на отпечатъка, където след основния процес на проявяване и фиксиране на изображението, това е допълнителен процес на обработка. Този метод се използва в художествената фотография и чрез постигане на по-меко цветно изображение, фотографът търси ефект за автентичност на фотокартината с използването на кафявата гама или агресивност, ако е в червената или жълтата гама. При цветната фотография посредством филтри или компютърна обработка, може да се получи същото монохромно оцветено изображение с оглед постигане на определен художествен ефект.

## Същност на тонирането
Тонирането е процес, който се извършва след нормално проявяване и добро фиксиране във фиксажна вана и последващо измиване на позитива върху фотохартията. При черно-бялата фотография се използва:
- химическо тониране
- тониране с багрила

### Химическо тониране
При химическото тониране среброто се превръща в оцветено съединение. От това се разбира, че светлите места в изображението върху фотохартията, които нямат сребърни частици, не се оцветяват. Цветният тон зависи от големината на частиците сребро и колкото са по-дребни, толкова по-голямо разнообразие от цветни тонове ще се получат.
Разработени са специализирани фотохартии на хлорсребърна и бромсребърна база, посредством които процесът на тонирането се опростява. При втория тип в емулсионния слой освен основните компоненти има и цветообразуващи, с което може в процеса на проявяване да се получи както черно-бял, така и тониран отпечатък. По принцип матовите и полуматовите хартии се тонират по-лесно и с по-добри резултати от гланцовите.
Подбраната концентрация на химическия разтвор и неговата температура, времето за експониране и обработка на фотохартията определят цвета и плътността на тонираното фотокопие.

### Видове цветно химическо тониране

#### Сярно тониране
При сярното тониране, популярно и с наименованието сепия, среброто се превръща в сребърен сулфид (Ag2S). Изображението получава от светли до тъмни топли кафяви тонове. Два са методите за сярното тониране:
- пряко тониране – процес при който среброто се превръща в сребърен сулфид, като фотокопието се обработва с разтвор от натриев тиосулфат и калиева стипца. Отделената колоидна сяра взаимодейства със среброто и се получава сребърен сулфид.
- непряко тониране – процес при който първо среброто се избелва с разтвор от калиев ферицианид и калиев бромид и след това се оцветява с разтвор от натриев сулфид.

#### Тониране с тежки метали
При това химическо тониране се използва свойството на железния цианит Fe(CN)6 да реагира със солите на желязото, никела, медтта, оловото и др. От това се образуват оцветяващи вещества с различен цвят. Като начало на този процес е избелването на изображението до получаването на фероцианидни йони. След това с внасянето на соли на различни метали се получава реакция, при която среброто вече като сол има различни цветове.
- С железни соли. След избелване, с разтвор от железен хлорид (FeCl3) се получава т. нар. берлинско синило, което дава в различна степен на интензивност синьо оцветяване.
- С ураниеви соли. След процедура по избелване с железния цианит, се поставя разтвор от уранилнитрат. В кисела среда се получава уранил фероцианид, който тонира изображението с червено-кафяв тон.
- С медни соли. Използва се меден сулфат. Полученият меден фероцианид оцветява изображението в керемидено-червен или червеновиолетови тонове.
- С оловни соли. Използва се оловен нитрат. След избелването се тонира в амонячен разтвор на калиев бихромат. Полученият оловен хромат оцветява изображенията с ярко жълти цветове.
- С кадмиеви соли. При избелване на среброто с кадмиев нитрат и тониране с натриев сулфид, изображението се оцветява в лимонено жълт цвят.

### Тониране с багрила
За оцветяване се използват органични оцветители – напр. фуксин за оцветяване в гамата на червения цвят; метиленово син, за оцветяване в гамата на синия цвят; малахитово зелен или метиленово зелен за гамата на зеления цвят.
Процесът на оцветяване се извършва с избелващ разтвор и след промиване се тонира с гъба или четка във воден разтвор на багрилото.

## Тониране на цифрови фотографии
Тонирането на цифрови фотографии се извършва посредством специализиран софтуер за редакция на растерни изображения. Всеки софтуер, който притежава функция за конвертиране на цветна към черно-бяла фотография и функция за цветен баланс, е способен да тонира изображения. Едни от начините, за постигане на това във Adobe Photoshop, е или посредством инструмента Black & White / Tint за цветни фотографии, или чрез Photo filter за черно-бели снимки. В CorelDRAW това се извършва след последователно използване на Desaturate за премахване на цвета и Color Balance за тониране.